# Georg Hajdu
Georg Hajdu (Göttingen, 1960. június 21.) magyar származású német zeneszerző. Korosztályában úgy tartják számon, mint azon zeneszerzők egyikét, akik elsőként kötelezték el magukat a zene, a természettudomány és az informatika összekapcsolása mellett. Tanulmányait a kölni Zeneművészeti Főiskolán és az Egyesült Államokban, a berkeleyi Center for New Music and Audio Technologies-on (CNMAT) végezte, majd Berkeleyben, a Kaliforniai Egyetemen doktorátust szerzett. Tanárai közé tartoztak: Georg Kröll, Johannes Fritsch, Krzysztof Meyer, Clarence Barlow, Andrew Imbrie, Jorge Liderman és David Wessel. Vendéghallgatóként részt vett Ligeti György kurzusain Hamburgban.
Párizsban az IRCAM-nál és Karlsruheban a  ZKM-nél tevékenykedett, majd 1996-ban feleségével, Jennifer Hymer zongoraművésznővel megalapították az Ensemble WireWorks nevű együttest, amely az élő elektronikus zene előadására specializálta magát. 1999-ben a vesztfáliai Münsterben színre vitte a „Der Sprung – Beschreibung einer Oper” című operáját, melynek librettója az író és filmalkotó Thomas Brasch műve. 2002 májusában a müncheni Biennálén felhasználták Quintet.net nevű interaktív hálózati performance-környezetét egy opera bemutatása során.
Zeneműveit neves együttesek és előadóművészek játszották és több díjjal tüntették ki (például az Ensemble Modern IBM-díjával). Emellett különböző témájú tanulmányokat közölt a zene és a természettudomány határterületéről. Érdeklődési és kutatási területe kiterjed a multimédia, mikrotonalitás, algoritmikus komponálás témakörökre, valamint a hálózatok zenei alkalmazására. Georg Hajdu 2002 óta a multimédiakomponálás professzora a hamburgi Zenei és Színházművészeti Főiskolán (Hochschule für Musik und Theater Hamburg).